# Red & White Challenge
Red & White Challenge — пригласительный снукерный турнир, проходивший только один раз — в сезоне 1995/96 годов в Пакистане.
В нём принимали участие четверо профессиональных снукеристов, которые в первом раунде сыграли с местными любителями. Победителем Red & White Challenge стал Найджел Бонд.
Турнир не входил в сезон мэйн-тура.

## Победители
| Место проведения | Сезон   | Победитель   | Финалист    | Приз победителю | Спонсор     |
| ---------------- | ------- | ------------ | ----------- | --------------- | ----------- |
| Исламабад        | 1995/96 | Найджел Бонд | Джон Пэррот | £ 6 000         | Red & White |